# Sarah Cracknell
Sarah Cracknell (Chelmsford, 12 aprile 1967) è una cantautrice britannica.

## Biografia
Sarah Cracknell ha iniziato la sua carriera musicale come membro del gruppo indie The Worried Parachutes nel 1982. A seguito del loro scioglimento, ha pubblicato un singolo da solista, Love Is All You Need, ed ha preso parte ai gruppi Prime Time e Saint Etienne, con cui è attiva ancora oggi. A maggio 1997 è uscito il suo album di debutto Lipslide, anticipato dal singolo Anymore, che ha raggiunto la 39ª posizione della Official Singles Chart. Nella medesima classifica ha poi piazzato un altro singolo più di dieci anni dopo, The Journey Continues, in collaborazione con Mark Brown, alla numero 11. Ad agosto 2014 ha firmato un contratto discografico con la Cherry Red Records, che ha pubblicato il suo secondo album Red Kite nel 2015, arrivato al 49º posto della Official Albums Chart. La cantante ha tenuto una serie di esibizioni dal vivo a supporto del disco.

## Discografia

### Album in studio
- 1995 – Lipslide
- 2015 – Red Kite
- 2016 – Kites

### Raccolte
- 2000 – Kelly's Locker

### Singoli

#### Come artista principale
- 1987 – Love Is All You Need / Coastal Town
- 1987 – Coastal Town
- 1996 – Anymore
- 1997 – Goldie
- 1997 – Desert Baby
- 2019 – Nothing Left To Talk About (feat. Nicky Wire)
- 2015 – Take the Silver

#### Come artista ospite
- 1996 – Gone (David Holmes feat. Sarah Cracknell)
- 2003 – Sunset Spirals (Xploding Plastix feat. Sarah Cracknell)
- 2007 – I Close My Eyes and Count to Ten (Marc Almond feat. Sarah Cracknell)
- 2007 – The Journey Continues (Mark Brown feat. Sarah Cracknell)
- 2007 – Growth Of Raindrops (Warm Digits feat. Sarah Cracknell)